# Донора (Пенсилванија)
Донора (енгл. Donora) град је у америчкој савезној држави Пенсилванија.

## Демографија
По попису из 2010. године број становника је 4.781, што је 872 (-15,4%) становника мање него 2000. године.
| Група             | 2000.         | 2010.         |
| Белци             | 4.549 (80,5%) | 3.723 (77,9%) |
| Афроамериканци    | 839 (14,8%)   | 721 (15,1%)   |
| Азијати           | 15 (0,3%)     | 19 (0,4%)     |
| Хиспаноамериканци | 114 (2,0%)    | 150 (3,1%)    |
| Укупно            | 5.653         | 4.781         |